# Südsteirische Teichlandschaft
Südsteirische Teichlandschaft este o arie protejată (arie specială de conservare — SAC, sit de importanță comunitară — SCI) din Austria întinsă pe o suprafață de 8,84 ha, integral pe uscat.

## Localizare
Centrul sitului Südsteirische Teichlandschaft este situat la coordonatele 46°45′25″N 15°42′30″E / 46.7569°N 15.7083°E.

## Înființare
Situl Südsteirische Teichlandschaft a fost declarat sit de importanță comunitară în octombrie 2015 pentru a proteja 2 specii de plante. Situl a fost protejat și ca arie specială de conservare în octombrie 2020.

## Biodiversitate
Situată în ecoregiunea continentală, aria protejată conține 2 habitate naturale: Ape stătătoare oligotrofe până la mezotrofe, cu vegetație de Littorelletea uniflorae și/sau de Isoëto-Nanojuncetea, Lacuri eutrofice naturale cu vegetație de tip Magnopotamion sau Hydrocharition.
La baza desemnării sitului se află mai multe specii protejate de  plante (2): Eleocharis carniolica, Marsilea quadrifolia.
Pe lângă speciile protejate, pe teritoriul sitului au mai fost identificate 13 specii de plante.